# Julio César Rosero
Julio César Rosero (Quito, 6 november 1964) is een voormalig Ecuadoraans profvoetballer, die speelde als middenvelder. Hij beëindigde zijn loopbaan in 1999 bij Barcelona SC.

## Clubcarrière
Rosero, bijgenaamd El Emperador, kwam onder andere uit voor Club Deportivo El Nacional, Barcelona SC, Deportivo Quito en CD América de Quito.

## Interlandcarrière
Rosero speelde zijn eerste interland voor Ecuador op 15 maart 1989: een vriendschappelijk duel in en tegen Brazilië (1-0), net als Jimmy Montanero en Carlos Antonio Muñoz. Hij kwam tot een totaal van elf officiële interlands en nul doelpunten voor zijn vaderland. Hij nam met Ecuador deel aan de strijd om de Copa América 1989.

## Erelijst
El Nacional
- Campeonato Ecuatoriano

1986
 Barcelona SC
- Campeonato Ecuatoriano

1995, 1997